# Isla Majnoon
Isla Majnoon es el nombre que recibe una isla en el sur de Irak, cerca de Al-Qurna que es un centro de producción de petróleo de los yacimientos de Majnoon. La zona fue construida fuera de las dunas de arena y barro para crear vías para los oleoductos.
Antes de la Guerra del Golfo, aproximadamente una sexta parte de las reservas de petróleo de Irak, unos siete millones de barriles, pasaban a través de esta isla. La producción se recuperó rápidamente después de que el sitio fue centro importante de los combates en la Guerra Irán-Irak, en particular después de la Operación Khaybar de 1984. Sin embargo, después de la imposición de las sanciones por parte de las Naciones Unidas y la nueva Guerra en Irak en 2003, la producción se ha reducido actualmente a 46.000 barriles por día.
En diciembre de 2009, el gobierno iraquí concedió una licencia a una empresa conjunta de la Royal Dutch Shell y la empresa Petronas para hacerse cargo de las operaciones de los campos petroleros Majnoon y triplicar la producción de la reserva estimada de 13 mil millones barriles  a una tasa de costo de $ 1,39/barril. La empresa conjunta es repartida entre el 25% en poder del Ministerio iraquí de Petróleo, el 45% de Shell y el 30% de Petronas.